# Leptopelis parbocagii
Espèce
Statut de conservation UICN

 LC  : Préoccupation mineure
Leptopelis parbocagii est une espèce d'amphibiens de la famille des Arthroleptidae.

## Répartition
Cette espèce se rencontre dans le sud du Congo-Kinshasa, dans le sud-ouest de la Tanzanie, dans le nord du Mozambique, au Malawi, dans le nord de la Zambie et dans le nord-est de l'Angola.

## Publication originale
- Poynton & Broadley, 1987 : Amphibia Zambesiaca, 3. Rhacophoridae and Hyperoliidae. Annals of the Natal Museum, vol. 28, no 1, p. 161-229 (texte intégral).